# Abraham van Diepenbeeck

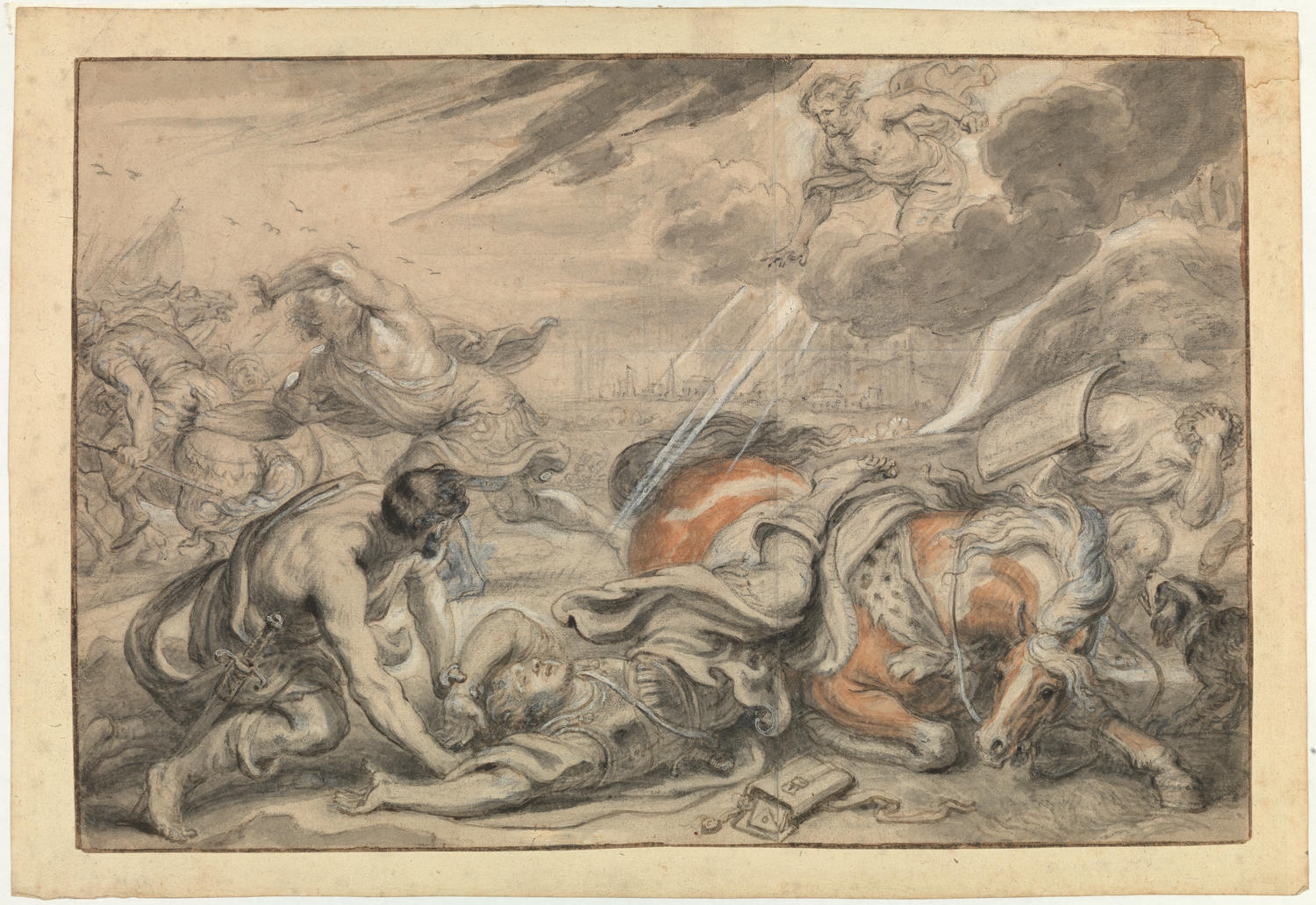
De Bekering van Saul (17e eeuw), Koninklijke Musea voor Schone Kunsten (in bruikleen van de Koning Boudewijnstichting).

Abraham van Diepenbeeck (gedoopt 's-Hertogenbosch, 9 mei 1596 – Antwerpen, mei/september 1675) was een Brabants glasschilder, schilder en tekenaar, behorend tot de Antwerpse School. Jan van Diepenbeeck, ook een kunstschilder, was zijn vader.

## Levensloop
In 1621 vestigde hij zich in Antwerpen, waar hij zijn eerste successen behaalde als schilder van kerkramen, o.a. in de kathedraal en de Sint-Pauluskerk. Na een klassieke studie werd hij een van de beste leerlingen en assistenten van Rubens. Hij specialiseerde zich in historiestukken en portretten. In 1638 werd hij toegelaten tot de Antwerpse Sint-Lucasgilde en in 1641 werd hij hoofd van de Antwerpse academie. Pas na een reis naar Italië legde hij zich voornamelijk toe op het schilderen in olieverf en tekenen. Tot deze tekeningen behoren de 58 voorstellingen gegraveerd door Cornelis Bloemaert voor het boek Tableaux du Temple des Muses van de Abbé de Marolles. Tijdens het bewind van Karel I was hij in Engeland. Hier schilderde hij de portretten van de eerste hertog van Newcastle en zijn gezin. Ook illustreerde hij zijn boek A general system of horsemanship in all its branches.

## De samenwerking tussen Peter Paul Rubens en Abraham van Diepenbeeck
In dit artikel wordt gepeild naar het samenwerkingsverband tussen Peter Paul Rubens (1577-1640) en Abraham van Diepenbeeck (1596-1675). Marie-Louise Hairs twijfelt, ondanks enkele historische bronnen, toch aan een intense samenwerking tussen beiden. Van Puyvelde gaat zelfs zo ver te beweren dat Rubens nauwelijks anderen toeliet in zijn atelier en dat hij zelf instond voor de realisatie van al zijn kunstwerken. In verschenen literatuur wordt gesteld dat Van Diepenbeeck bij relevante kunstwerken van Rubens betrokken werd.

### Abraham van Diepenbeeck in Antwerpen
Abraham van Diepenbeeck verhuisde in 1621 naar Antwerpen, waar hij een jaar later als vrijmeester in de glasschilderkunst lid van de Sint-Lucasgilde werd. Gilden waren private of publieke verenigingen die binnen een stad georganiseerd werden. Vanwege de lokale, sociale en politieke draagkracht van een gilde is het vreemd dat Van Diepenbeeck reeds lid zou zijn geweest van de Antwerpse gilde alvorens hij in juni 1624, als immigrant, het statuut van volwaardig poorter kreeg. In zijn beginperiode te Antwerpen ontwierp Van Diepenbeeck voornamelijk glasramen voor verscheidene kerken. Op basis van deze gegevens ga ik ervan uit dat Van Diepenbeeck pas na 1623-1624 in verband kan worden gebracht met het Rubensatelier.

### Abraham van Diepenbeeck als leerling van Rubens
Volgens Meyssens (1649), De Bie (1661), De Piles (1677), Von Sandrart (1675-1679), Max Rooses (1888), Hairs (1977), Steadman (1982), Balis (1993) en Vlieghe (1998) was Abraham van Diepenbeeck een leerling van Rubens. Indien deze categorisering gevolgd wordt, is het belangrijk aan te geven dat Abraham van Diepenbeeck niet aan zijn eerste opleiding toe was. Gedurende zijn periode in ’s-Hertogenbosch werd hij namelijk door zijn vader, Jean Roelofszone van Diepenbeeck, opgeleid tot glasschilder. Deze discipline beoefende hij in Antwerpen slechts in beperkte mate. Vandaar dat hij in 1638 deken weigerde te worden van de gilde van de glasschilders. Datzelfde jaar werd Van Diepenbeeck, als schilder, wel lid van de Sint-Lucasgilde.

### Abraham van Diepenbeeck, méér dan een gewone leerling van Rubens
Verschillende bronnen geven aan dat Abraham van Diepenbeeck méér dan een gewone leerling van Rubens was. Zo zou hij in 1626-1627, net als andere ateliermedewerkers van Rubens, een van de uitvoerders zijn geweest van de kartons op doek voor de tapijtreeks ‘De Verheerlijking van de Eucharistie’. Dit was een grote opdracht die het atelier van Rubens gekregen had van de Infante Isabella.

#### Zelfstandige opdrachten
Tijdens diezelfde periode was Abraham van Diepenbeeck ook actief voor het Plantijns Huis. De daaropvolgende jaren ondernam hij verschillende reizen. Zo reisde hij in 1632, in opdracht van Rubens, naar Parijs en Fontainebleau om er tekeningen te maken naar de werken van Primaticcio en Niccolo dell’ Abbate. Naast zijn samenwerking met Rubens, voerde Van Diepenbeeck ook zelfstandige opdrachten uit. Dit kan afgeleid worden uit de gravure Portrait équestre de Ferdinand d’Autriche, die door Antoine van der Does werd uitgevoerd, en het opschrift bevat: ‘Diepenbeke inventi 1634’. Van Diepenbeeck zou dus, net als Rubens, een inventor zijn geweest.

#### Van Diepenbeeck eerder als assistent
Dat Van Diepenbeeck eerder een assistent dan een leerling was van Rubens blijkt uit een tekening voor een titelpagina voor A. Torniello’s ‘Annales Sacri’. Op deze prent staat de signatuur van Rubens alsook die van Van Diepenbeeck. Indien Rubens Abraham van Diepenbeeck enkel als leerling zou beschouwd hebben, zou hij vermoedelijk geen andere signatuur dan de zijne toestaan. De signatuur van Van Diepenbeeck staat centraal onder een getekend tafereel, wat erop kan wijzen dat dit deel van de tekening door hem werd ontworpen en/of getekend.
Van Diepenbeeck kreeg ook de opdracht ontwerptekeningen te maken naar de instructies van Rubens. Dit blijkt onder andere uit de gravure ‘De twist tussen Minerva en Neptunus’, die ontworpen werd als illustratie voor de thesis van Charles de la Vieuville. Deze gravure bevat het opschrift: ‘P.P. Rubens C, Abr. a Diepenbeke delin, Paulus Pontius sculpsit 1636’. Hairs suggereert dat de C staat voor ofwel ‘concepit’ of ‘composuit’ of ‘componit’. Delin zou een afkorting zijn van delineavit wat betekent: ‘heeft getekend’. Dankzij dit opschrift is het mogelijk het werkproces te reconstrueren. Rubens was verantwoordelijk voor het concept en gaf instructies voor de compositie, Van Diepenbeeck tekende alles nauwgezet uit en Paulus Pontius was verantwoordelijk voor de gravure. Deze evolutie wordt ondersteund aan de hand van een tekening van Abraham van Diepenbeeck, een staat van een gravure en de uiteindelijke gravure door Paulus Pontius. Door de sterke gelijkenissen tussen de tekening en de gravure maar ook door het feit dat de gravure het spiegelbeeld is van de tekening, kan worden aangetoond dat Van Diepenbeecks tekening een ontwerp was waarop Pontius zich baseerde. Het is echter onduidelijk of deze prent de finale ontwerptekening is en niet een van de vermoedelijk verscheidene versies die Van Diepenbeeck tekende. De tekening en de gravure vertonen namelijk onderlinge verschillen. Zo bevat de gravure onder andere een boog met drie tekens van de dierenriem achter de rug van Jupiter en kijken verschillende hoofden in een andere richting. Deze wijzigingen kunnen het resultaat zijn van opmerkingen die Rubens gaf op de tekening, maar het kan even goed een creatieve inbreng van Pontius aangeven. De rol die Van Diepenbeeck toebedeeld kreeg bij dit werk bracht een grote verantwoordelijkheid met zich mee. De ontwerptekening, die gebaseerd was op instructies van Rubens, was namelijk bepalend voor het eindresultaat van het werk. Aangezien Van Diepenbeeck reeds een tiental jaar vertrouwd was met het werk van Rubens, zelf meewerkte aan de uitvoering van werken en reeds andere ontwerptekeningen realiseerde, kan worden aangenomen dat hij goed wist wat Rubens van hem verwachtte. Deze kennis combineerde hij dan waarschijnlijk met een persoonlijke visie op de vormgeving van de figuren.

#### Waarom werd Van Diepenbeeck betrokken in het inventieproces van Rubens?
Er zijn verschillende mogelijke verklaringen voor de betrokkenheid van Van Diepenbeeck in het ontwerpproces van Rubens. Rubens was een veelzijdig en druk bezet man. Hij was stadsschilder van Antwerpen, illustratieontwerper voor de Officina Plantiniana, hofschilder van de aartshertogen Albrecht en Isabella, vervulde diplomatieke missies, maakte verschillende reizen, had internationale opdrachten, … . Gezien de vrij beperkte mogelijkheden van transport in die tijd, is het niet ondenkbaar dat Rubens vaak afwezig was in zijn atelier. Het lijkt dan ook logisch dat hij medewerkers nodig had voor het opvolgen van anderen en voor het verder uitwerken van zijn ontwerpen. Door de grote vraag naar werken van Rubens moest een zekere continuïteit in het atelier verzekerd worden. Vermoedelijk was Rubens ook omwille van gezondheidsproblemen genoodzaakt anderen, zoals Van Diepenbeeck, toe te laten in het ontwerpproces. Rubens had gedurende zijn hele leven last van jicht. Zo zijn er voor 1623, 1626, 1627, 1635, 1638, 1639 en 1640 concrete aanwijzingen dat Rubens geregeld last had van jichtaanvallen. Op het einde van zijn leven was hij hierdoor zelfs een maand lang verlamd aan beide handen. De gevolgen van zijn ziekte hebben hem mogelijk gedwongen gedetailleerde tekeningen, die een soepele bewegingsmotoriek in de handen vereisen, aan anderen over te laten. Volgens Vander Auwera had Rubens ook tijdens zijn opdracht voor de Spaanse koning Filips IV last van jicht waardoor hij slechts enkele werken zelf kon uitvoeren. Rubens kreeg in 1636 de omvangrijke opdracht het jachtslot Torre de la Parada, van Koning Filips IV te Madrid, te decoreren met een reeks schilderijen. Een eerste officiële aanwijzing die deze opdracht bewijst is een brief van 20 november 1636, van de Kardinaal-Infant aan Filips IV. Hierin wordt vermeld dat Rubens toen zelf reeds begonnen was aan enkele werken. Diezelfde periode werd er in het atelier van Rubens ook gewerkt aan de opdracht voor de gravure ‘De twist tussen Minerva en Neptunus’. Uit een inscriptie blijkt dat de thesis, waarvan de gravure deel uitmaakt, op 29 december 1636 werd verdedigd. Hierdoor is er een terminus ante quem voor de datering van de gravure en de tekening. Doordat er vermoedelijk gelijktijdig aan beide opdrachten werd gewerkt, is er misschien een bijkomende verklaring waarom Van Diepenbeeck een grote vrijheid kreeg in het ontwerp voor de gravure. In het Corpus Rubenianum zijn er geen concrete verwijzingen naar een betrokkenheid van Van Diepenbeeck bij de werken voor de Torre de la Parada. Zou Van Diepenbeeck in die periode de verantwoordelijkheid hebben gekregen over kleinere werken in het atelier zodat Rubens zich ten volle kon concentreren op de grote opdracht van Filips IV? Deze stelling is zuiver hypothetisch en kan weerlegd worden indien er bronnen zijn die bewijzen dat het ontwerp voor de gravure voltooid was vooraleer Rubens zijn werken voor de Torre de la Parada aanvatte.

## Besluit
Dankzij enkele historische bronnen (tekeningen, gravures, literatuur) werd aangetoond dat Van Diepenbeeck effectief betrokken werd in het inventieproces bij werken van Rubens. Informatie over Rubens zelf, en over zijn leven, doen vermoeden dat Van Diepenbeeck zelfs de vrijheid kreeg om zelf ontwerpen uit te tekenen. Deze ontwerpen waren weliswaar gebaseerd op instructies die hij van de meester kreeg. Van Diepenbeeck was dus méér dan een leerling van Rubens. Er mag dan ook besloten worden dat er een echt samenwerkingsverband tussen beiden bestond en dat Van Diepenbeeck ook buiten de grenzen van het Rubensatelier actief was.